# Wolf Hieronymus Herold
Wolf Hieronymus von Herold (getauft 26. Juni 1627 in Nürnberg als Wolfgang Hieronymus Herold; begraben 4. Mai 1693 ebenda; auch Wolff Hieronymus Herold) war ein deutscher Glockengießer.
Sein Vater war Georg Herold. Seine Brüder hießen Achatius, Andreas, Balthasar, Hans Georg und Johannes. Er und seine Brüder wurden am 16. März 1654 von Ferdinand III. in den reichs- und erbländischen Adel aufgenommen. Am 16. Oktober 1654 heiratete er in Nürnberg Barbara († 1667), Tochter des Wirts und Weinschenks Balthasar Trummer. Am 12. Oktober 1668 heiratete er Susanna († 1670), Tochter des Bierbrauers Leonhard Golling. In dritter Ehe war er ab 30. Oktober 1671 mit Helene Anna Katharina († 1735), Witwe des Kriegsschreibers Heronymus Schmid, verheiratet. Er hatte einen Sohn namens Hans Leonhard (* 1656) aus erster Ehe, der aber vermutlich vor 1693 starb.
1653 kehrte er von seiner Wanderschaft aus Wien nach Nürnberg zurück und übernahm die Gießhütte seines Stiefvaters Leonhard Löw. Dieser ging nach Prag. 
Von seinen Geschützen ist eines aus dem Jahr 1684 auf der Veste Coburg erhalten. Er goss 1683 die Statue des heiligen Johannes Nepomuk auf der Prager Karlsbrücke nach einem Entwurf von Mathias Rauchmüller und einem Modell von Johann Brokoff. Seine Glocken wurden nach Nördlingen, Crailsheim, Thüringen, Sachsen und in die Oberpfalz verkauft. 
Seine Gießhütte übernahm sein Neffe Johann Balthasar, Sohn seines Bruders Hans Georg.